# 우럭목
우럭목은 이매패류 연체동물의 목 중 하나이다. 진흙 속에 파고 들어 서식하는 연체동물이며, 수관이 잘 발달해 있다. 껍데기는 비교적 부드럽고, 진주층은 없다. 일부 종들은 하나의 단일한 주치(主齒)를 지니고 있다.
이 목은 우럭, 파노프조개 그리고 배좀벌레조개등과 같은 연체동물들을 포함하고 있다.

## 분류
- 구멍뚫이조개상과(Gastrochaenoidea)
  - 구멍뚫이조개과(Gastrochaenidae)
- 족사부착쇄조개상과(Hiatelloidea)
  - 족사부착쇄조개과(Hiatellidae)
- 우럭상과(Myoidea)
  - 우럭과(Myidae)
  - 쇄방사늑조개과(Corbulidae)
- 석공조개상과(Pholadoidea)
  - 석공조개과(Pholadidae)
  - 배좀벌레조개과(Teredinidae)

## 참고 자료
- Powell A W B, New Zealand Mollusca, William Collins Publishers Ltd, Auckland, New Zealand 1979 ISBN 0-00-216906-1